# Won by a Hold-Up
Won by a Hold-Up è un cortometraggio muto del 1910 interpretato e diretto da Gilbert M. 'Broncho Billy' Anderson.

## Trama
Bill, un giovane cowboy addetto alla marchiatura dei vitelli, ha conquistato il cuore di Nell Parsons. Ma Jon, il vecchio padre di lei, non ne vuole sapere di quell'aspirante genero. Così Bill, per acquistare meriti agli occhi di Parsons, si mette d'accordo con due suoi vecchi amici che lo aiuteranno ad inscenare un'aggressione ai danni del vecchio ranchero. Accorso in aiuto di Parsons, Bill fa la figura dell'eroe e Parsons acconsente al matrimonio della figlia pur se, involontariamente, i due complici del cowboy innamorato svelano il trucco a cui è dovuto ricorrere per ingraziarsi il futuro suocero.

## Produzione
Il film fu prodotto dalla Essanay Film Manufacturing Company. Venne girato a Golden, in Colorado.

## Distribuzione
Distribuito dalla Essanay Film Manufacturing Company, il film - un cortometraggio di 191,7 metri - uscì nelle sale cinematografiche USA il 19 gennaio 1910. Nelle proiezioni, veniva programmato con il sistema dello split reel, accorpato in un'unica bobina con un altro cortometraggio prodotto dall'Essanay e diretto da Anderson, il documentario Flower Parade at Pasadena, California.